# La Ville-aux-Bois-lès-Pontavert
La Ville-aux-Bois-lès-Pontavert is een gemeente in het Franse departement Aisne (regio Hauts-de-France) en telt 115 inwoners (2009). De plaats maakt deel uit van het arrondissement Laon.

## Geografie
De oppervlakte van La Ville-aux-Bois-lès-Pontavert bedraagt 8,4 km², de bevolkingsdichtheid is dus 13,7 inwoners per km².
De onderstaande kaart toont de ligging van La Ville-aux-Bois-lès-Pontavert met de belangrijkste infrastructuur en aangrenzende gemeenten.

## Demografie
Onderstaande figuur toont het verloop van het inwonertal (bron: INSEE-tellingen).
Vanwege een beveiligingsprobleem met de MediaWiki Graph-software is het momenteel niet mogelijk deze grafiek weer te geven. Zodra de software is bijgewerkt zal de grafiek vanzelf weer zichtbaar worden.
1. ↑  Populations de référence 2022.